# 3e étape du Tour d'Italie 2014
Pour un article plus général, voir Tour d'Italie 2014.
La 3e étape du Tour d'Italie 2014 s'est déroulée le dimanche 11 mai 2014. Elle part d'Armagh et arrive à Dublin après 187 km. Lors de cette étape les coureurs passent la frontière entre l'Irlande du Nord et l'Irlande.
L'Allemand Marcel Kittel (Giant-Shimano) double la mise,,, en reportant cette étape lors d'un sprint massif le jour de ses 26 ans, et conforte son maillot rouge décernée au leader du classement par points. Favori de cette étape promise au sprinteurs, il devance le Britannique Ben Swift (Sky) et l'Italien Elia Viviani (Cannondale),,,,.
Au classement général, l'Australien Michael Matthews (Orica-GreenEDGE) conserve son maillot rose et devance désormais respectivement les Italiens Alessandro Petacchi (Omega Pharma-Quick Step) et Daniel Oss (BMC Racing) de huit et dix secondes. Ces derniers profitent d'une cassure dans le sprint final pour compléter le podium tandis que parmi les outsiders le Croate Robert Kišerlovski (Trek Factory Racing), le Polonais Rafał Majka (Tinkoff-Saxo) et l'Italien Michele Scarponi (Astana) gagnent aussi onze secondes par rapport aux autres prétendant au classement général final.
Au niveau des porteurs des maillots distinctifs, Matthews, leader du général, conserve logiquement son maillot blanc de meilleur jeune. Le Néerlandais Maarten Tjallingii (Belkin) conserve son maillot bleu de meilleur grimpeur après avoir remporté comme la veille les deux Grands Prix de la montagne de la journée.
Au sortir de ce triptyque irlandais, le coureur visant le classement général le mieux placé, est le Colombien Rigoberto Urán (Omega Pharma-Quick Step). Les autres prétendants sont à deux secondes pour l'Australien Cadel Evans (BMC Racing), sept pour Majka, 18 pour l'Irlandais Nicolas Roche (Tinkoff-Saxo), 22 pour Scarponi, 44 pour Kišerlovski, 48 pour l'Italien Ivan Basso (Cannondale), 50 pour le Colombien Nairo Quintana (Movistar), 53 pour l'Italien Domenico Pozzovivo (AG2R La Mondiale), 1 minute et 15 secondes pour Polonais Przemysław Niemiec (Lampre-Merida) et 1 minute et 28 secondes pour l'Espagnol Joaquim Rodríguez (Katusha). Les autres grands perdants de ce week-end de trois jours sont l'Irlandais Daniel Martin (Garmin-Sharp) contraint à l'abandon à la suite d'une chute, son coéquipier le Canadien Ryder Hesjedal déjà relégué à 3 minutes et 21 secondes d'Urán, tout comme les Espagnols Daniel Moreno (Katusha) et Igor Antón (Movistar) pointés respectivement à 3 minutes et 51 secondes et à 4 minutes et 7 secondes du Colombien.
À noter qu'en marge de l'épreuve, une bombe artisanale a été retrouvée dans une voiture peu avant l'arrivée de l'étape sans avoir explosée, quelques heures avant le passage des coureurs,,,,.

## Parcours
Le parcours de cette troisième étape ne marque aucune rupture avec la précédente. En effet, les 187 km entre Armagh et Dublin ne comprennent que deux difficultés mineures, toutes deux classées en quatrième catégorie, le Markethill Summit (km 32) et "Fews forest" (km 51). Après 80 km de course, le peloton longe le littoral irlandais et amorce une descente vers le Sud, en direction de la capitale irlandaise, Dublin, où est jugée l'arrivée,,.

## Résultats

### Classement de l'étape
|    | Coureur              | Pays        | Équipe              |    | Temps           |
| -- | -------------------- | ----------- | ------------------- | -- | --------------- |
| 1  | Marcel Kittel        | Allemagne   | Giant-Shimano       | en | 4 h 28 min 43 s |
| 2  | Ben Swift            | Royaume-Uni | Sky                 | +  | m.t             |
| 3  | Elia Viviani         | Italie      | Cannondale          |    | m.t             |
| 4  | Davide Appollonio    | Italie      | AG2R La Mondiale    |    | m.t             |
| 5  | Nacer Bouhanni       | France      | FDJ.fr              |    | m.t             |
| 6  | Edvald Boasson Hagen | Norvège     | Sky                 |    | m.t             |
| 7  | Roberto Ferrari      | Italie      | Lampre-Merida       |    | m.t             |
| 8  | Edwin Ávila          | Colombie    | Colombia            |    | m.t             |
| 9  | Giacomo Nizzolo      | Italie      | Trek Factory Racing |    | m.t             |
| 10 | Tyler Farrar         | États-Unis  | Garmin-Sharp        |    | m.t             |

### Points attribués
|    | Cycliste             | Pays        | Équipe                       | Points |
| -- | -------------------- | ----------- | ---------------------------- | ------ |
| 1  | Maarten Tjallingii   | Pays-Bas    | Belkin                       | 20     |
| 2  | Yonder Godoy         | Venezuela   | Androni Giocattoli-Venezuela | 16     |
| 3  | Miguel Ángel Rubiano | Colombie    | Colombia                     | 12     |
| 4  | Gert Dockx           | Belgique    | Lotto-Belisol                | 9      |
| 5  | Giorgio Cecchinel    | Italie      | Neri Sottoli                 | 7      |
| 6  | Elia Viviani         | Italie      | Cannondale                   | 6      |
| 7  | Roberto Ferrari      | Italie      | Lampre-Merida                | 4      |
| 8  | Ben Swift            | Royaume-Uni | Sky                          | 3      |
| 9  | Daniele Ratto        | Italie      | Cannondale                   | 2      |
| 10 | Bernhard Eisel       | Autriche    | Sky                          | 1      |

|    | Cycliste             | Pays        | Équipe                       | Points |
| -- | -------------------- | ----------- | ---------------------------- | ------ |
| 1  | Marcel Kittel        | Allemagne   | Giant-Shimano                | 50     |
| 2  | Ben Swift            | Royaume-Uni | Sky                          | 40     |
| 3  | Elia Viviani         | Italie      | Cannondale                   | 34     |
| 4  | Davide Appollonio    | Italie      | AG2R La Mondiale             | 28     |
| 5  | Nacer Bouhanni       | France      | FDJ.fr                       | 25     |
| 6  | Edvald Boasson Hagen | Norvège     | Sky                          | 22     |
| 7  | Roberto Ferrari      | Italie      | Lampre-Merida                | 20     |
| 8  | Edwin Ávila          | Colombie    | Colombia                     | 18     |
| 9  | Giacomo Nizzolo      | Italie      | Trek Factory Racing          | 16     |
| 10 | Tyler Farrar         | États-Unis  | Garmin-Sharp                 | 14     |
| 11 | Francesco Chicchi    | Italie      | Neri Sottoli                 | 12     |
| 12 | Manuel Belletti      | Italie      | Androni Giocattoli-Venezuela | 10     |
| 13 | Tony Hurel           | France      | Europcar                     | 8      |
| 14 | Nicola Ruffoni       | Italie      | Bardiani CSF                 | 7      |
| 15 | Kenny Dehaes         | Belgique    | Lotto-Belisol                | 6      |
| 16 | Michael Matthews     | Australie   | Orica-GreenEDGE              | 5      |
| 17 | Alessandro Petacchi  | Italie      | Omega Pharma-Quick Step      | 4      |
| 18 | Daniele Colli        | Italie      | Neri Sottoli                 | 3      |
| 19 | Maxime Monfort       | Belgique    | Lotto-Belisol                | 2      |
| 20 | Leonardo Duque       | Colombie    | Colombia                     | 1      |

### Cols et côtes
|   | Cycliste           | Pays      | Équipe                       | Points |
| - | ------------------ | --------- | ---------------------------- | ------ |
| 1 | Maarten Tjallingii | Pays-Bas  | Belkin                       | 3      |
| 2 | Yonder Godoy       | Venezuela | Androni Giocattoli-Venezuela | 2      |
| 3 | Gert Dockx         | Belgique  | Lotto-Belisol                | 1      |

|   | Cycliste             | Pays     | Équipe        | Points |
| - | -------------------- | -------- | ------------- | ------ |
| 1 | Maarten Tjallingii   | Pays-Bas | Belkin        | 3      |
| 2 | Miguel Ángel Rubiano | Colombie | Colombia      | 2      |
| 3 | Gert Dockx           | Belgique | Lotto-Belisol | 1      |

## Classements à l'issue de l'étape

### Classement général
|    | Cycliste            | Pays      | Équipe                  |    | Temps            |
| -- | ------------------- | --------- | ----------------------- | -- | ---------------- |
| 1  | Michael Matthews    | Australie | Orica-GreenEDGE         | en | 10 h 06 min 37 s |
| 2  | Alessandro Petacchi | Italie    | Omega Pharma-Quick Step | +  | 8 s              |
| 3  | Daniel Oss          | Italie    | BMC Racing              |    | 10 s             |
| 4  | Luke Durbridge      | Australie | Orica-GreenEDGE         |    | 14 s             |
| 5  | Ivan Santaromita    | Italie    | Orica-GreenEDGE         |    | 14 s             |
| 6  | Svein Tuft          | Canada    | Orica-GreenEDGE         |    | 14 s             |
| 7  | Pieter Weening      | Pays-Bas  | Orica-GreenEDGE         |    | 14 s             |
| 8  | Rigoberto Urán      | Colombie  | Omega Pharma-Quick Step |    | 19 s             |
| 9  | Pieter Serry        | Belgique  | Omega Pharma-Quick Step |    | 19 s             |
| 10 | Serge Pauwels       | Belgique  | Omega Pharma-Quick Step |    | 19 s             |

### Classement par points
|   | Cycliste      | Pays        | Équipe        | Points |
| - | ------------- | ----------- | ------------- | ------ |
| 1 | Marcel Kittel | Allemagne   | Giant-Shimano | 100    |
| 2 | Ben Swift     | Royaume-Uni | Sky           | 69     |
| 3 | Elia Viviani  | Italie      | Cannondale    | 68     |

### Classement du meilleur grimpeur
|   | Cycliste           | Pays      | Équipe                       | Points |
| - | ------------------ | --------- | ---------------------------- | ------ |
| 1 | Maarten Tjallingii | Pays-Bas  | Belkin                       | 12     |
| 2 | Andrea Fedi        | Italie    | Neri Sottoli                 | 3      |
| 3 | Yonder Godoy       | Venezuela | Androni Giocattoli-Venezuela | 2      |

### Classement du meilleur jeune
|   | Cycliste         | Pays      | Équipe                  |    | Temps            |
| - | ---------------- | --------- | ----------------------- | -- | ---------------- |
| 1 | Michael Matthews | Australie | Orica-GreenEDGE         | en | 10 h 06 min 37 s |
| 2 | Luke Durbridge   | Australie | Orica-GreenEDGE         | +  | 14 s             |
| 3 | Julien Vermote   | Belgique  | Omega Pharma-Quick Step |    | 19 s             |

### Classements par équipes

#### Classement aux temps
|   | Équipe                  | Pays       |    | Temps            |
| - | ----------------------- | ---------- | -- | ---------------- |
| 1 | Orica-GreenEDGE         | Australie  | en | 29 h 30 min 44 s |
| 2 | Omega Pharma-Quick Step | Belgique   | +  | 19 s             |
| 3 | BMC Racing              | États-Unis |    | 21 s             |

#### Classement aux points
|   | Équipe        | Pays        | Points |
| - | ------------- | ----------- | ------ |
| 1 | Sky           | Royaume-Uni | 67     |
| 2 | Giant-Shimano | Pays-Bas    | 62     |
| 3 | Cannondale    | Italie      | 49     |

### Autres classements
|   | Cycliste           | Pays      | Équipe                       | Points |
| - | ------------------ | --------- | ---------------------------- | ------ |
| 1 | Maarten Tjallingii | Pays-Bas  | Belkin                       | 13     |
| 2 | Andrea Fedi        | Italie    | Neri Sottoli                 | 10     |
| 3 | Yonder Godoy       | Venezuela | Androni Giocattoli-Venezuela | 6      |

|   | Cycliste           | Pays      | Équipe        | Points |
| - | ------------------ | --------- | ------------- | ------ |
| 1 | Marcel Kittel      | Allemagne | Giant-Shimano | 12     |
| 2 | Maarten Tjallingii | Pays-Bas  | Belkin        | 12     |
| 3 | Elia Viviani       | Italie    | Cannondale    | 7      |

|   | Cycliste       | Pays        | Équipe        | Points |
| - | -------------- | ----------- | ------------- | ------ |
| 1 | Marcel Kittel  | Allemagne   | Giant-Shimano | 8      |
| 2 | Ben Swift      | Royaume-Uni | Sky           | 2      |
| 3 | Nacer Bouhanni | France      | FDJ.fr        | 2      |

|   | Cycliste           | Pays     | Équipe        | Points |
| - | ------------------ | -------- | ------------- | ------ |
| 1 | Maarten Tjallingii | Pays-Bas | Belkin        | 391    |
| 2 | Andrea Fedi        | Italie   | Neri Sottoli  | 208    |
| 3 | Sander Armée       | Belgique | Lotto-Belisol | 208    |

| \| \| Cycliste \| Pays \| Équipe \| Points \| \| - \| -------------- \| ----------- \| -------- \| ------ \| \| 1 \| Nacer Bouhanni \| France \| FDJ.fr \| 6 \| \| 2 \| Ben Swift \| Royaume-Uni \| Sky \| 4 \| \| 3 \| Edwin Ávila \| Colombie \| Colombia \| 2 \| |                |             |          |        |
| | Cycliste       | Pays        | Équipe   | Points |
| 1 | Nacer Bouhanni | France      | FDJ.fr   | 6      |
| 2 | Ben Swift      | Royaume-Uni | Sky      | 4      |
| 3 | Edwin Ávila    | Colombie    | Colombia | 2      |

## Abandon
Aucun.